# 启示录

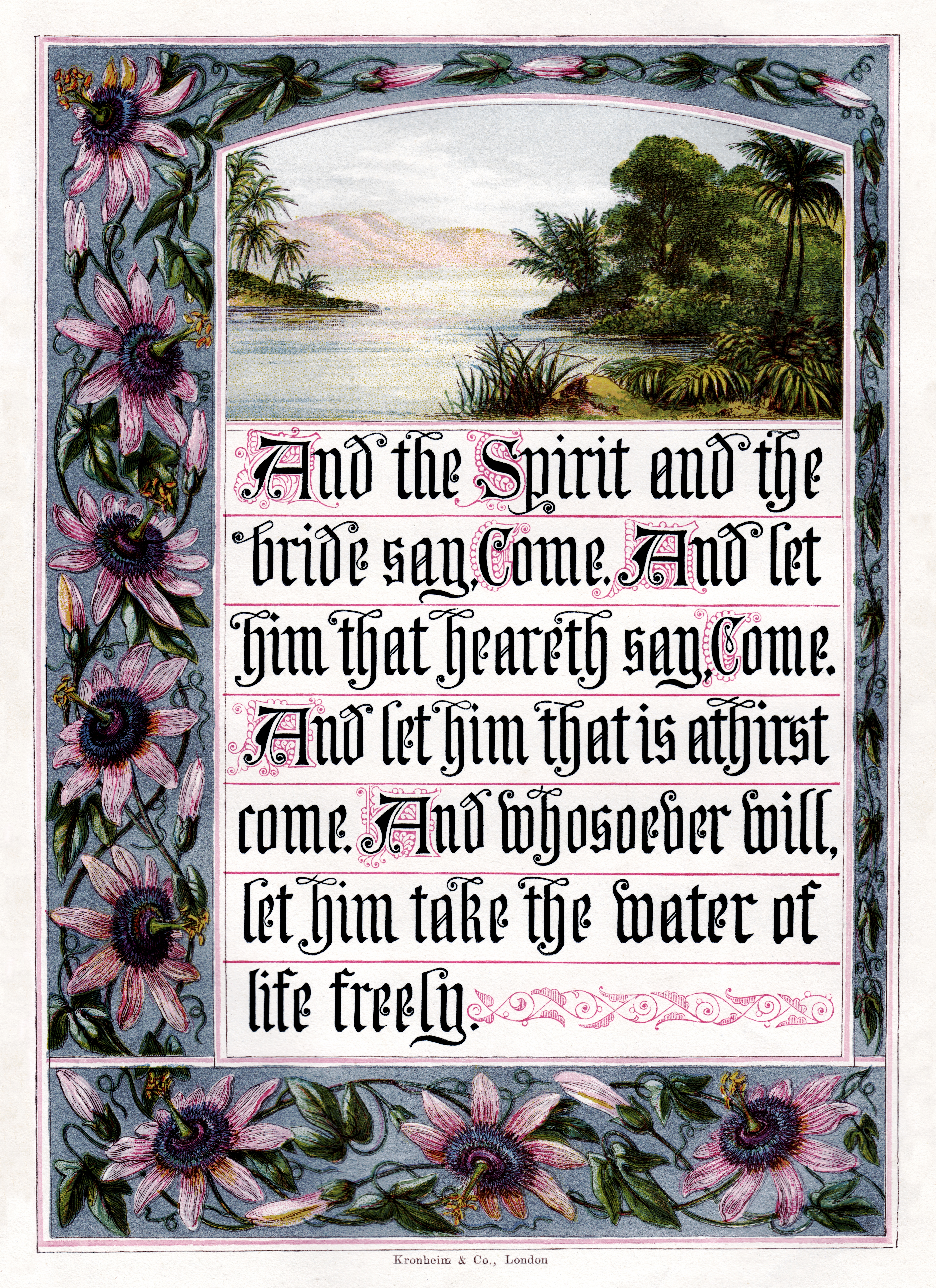
约瑟夫-马丁-克朗海姆在1880年绘制的关于《启示录》22:17的巴克斯特冲洗彩色版画

《啟示錄》（希臘語：Αποκάλυψη του Ιωάννη），天主教译为《若望默示錄》，東正教譯為《約安之啟示錄》，唐朝景教譯作《啟真經》，是《新約聖經》收錄的最後一個卷書，寫作時間約在公元90–95年。作者是拔摩島的約翰，基督教傳統上相信即是耶穌的門徒約翰。內容主要是對未來的預警，包括對世界末日的預言：接二連三的大災難，世界朝向毀滅發展的末日光景，並描述最後的審判，重點放在耶穌的再來。

## 作者和背景
根据《启示录》第一章，啟示錄的作者自稱約翰，在拔摩島上寫作此書信，因此被稱為拔摩島的約翰。他的身分，基督教會傳統上認為作者是十二使徒中的約翰，但在某些文獻中，有不同的說法。

### 使徒約翰
根據二世紀初期游斯丁的記錄中，啟示錄作者為使徒約翰，寫作時間大約在公元96年，羅馬皇帝圖密善統治的末期。圖密善是帶領羅馬軍隊摧毁耶路撒冷的指挥官提多的兄弟，他於提多死後登位。他要求人民奉他為神，並且採用了（意即“我們的主和上帝”）這個頭銜。基督徒不願苟同，因此在圖密善統治（公元81–96年）的末期，基督徒遭受猛烈的迫害。根據特土良的說法，使徒約翰被圖密善放逐到拔摩島。在被囚期間，約翰看到異象而將其寫下來。

### 約翰長老
亚历山大的狄奥尼修斯主教曾提出，在以弗所教會中，一位名為約翰的長老，創作了《啟示錄》。

## 内容大綱

### 給亞西亞七教會的信
《啟示錄》2-3章記錄給在小亞細亞的以弗所（初期结束时的教會）、士每拿（受逼迫的教會）、别迦摩（与世联姻的教會）、推雅推喇（背道的教會）、撒狄（改革的教會）、非拉鐵非（恢復的教會）、老底嘉（堕落的教會）等七個教會的七封信。內容包括對每個教會的勸勉和責備。並呼召七個教會中的「得勝者」，有荣耀的冠冕为其存留。

### 末日災難
第二個異象出現榮美的天上寶座，耶穌基督坐在寶座上，如同為全人類犧牲「被殺過的羔羊」，接受在寶座周围的24位長老和「四活物」崇拜。那羔羊拿着有七個印密封的書卷，也惟獨他有資格拆開七印以開啟書卷。羔羊揭開七印，和後來天使吹七支號、倒下盛滿神烈怒的七個金碗，就代表末日大災難的過程。

#### 揭開七印
揭開七印的異象包含：第一印，騎白馬的征服者；第二印的紅馬騎士；第三印的黑馬騎士；第四印的灰馬騎士；第五印中祭壇底下殉道者的呼聲，神將白衣賜給他們；第六印中天象的變動和地的大震動。有十四萬四千以色列人，其中犹大支派12,000人，流便支派12,000人，亚设支派12,000人，拿弗他利支派12,000人，玛拿西支派12,000人，西缅支派12,000人，利未支派12,000人，以萨迦支派12,000人，西布伦支派12,000人，约瑟支派12,000人，便雅悯支派12,000人（支派名称翻译参照中文圣经和合本）來到寶座前敬拜神。羔羊揭開第七印時，有七枝號筒給了七位天使，代表快來的更大災難。

#### 七天使吹七號

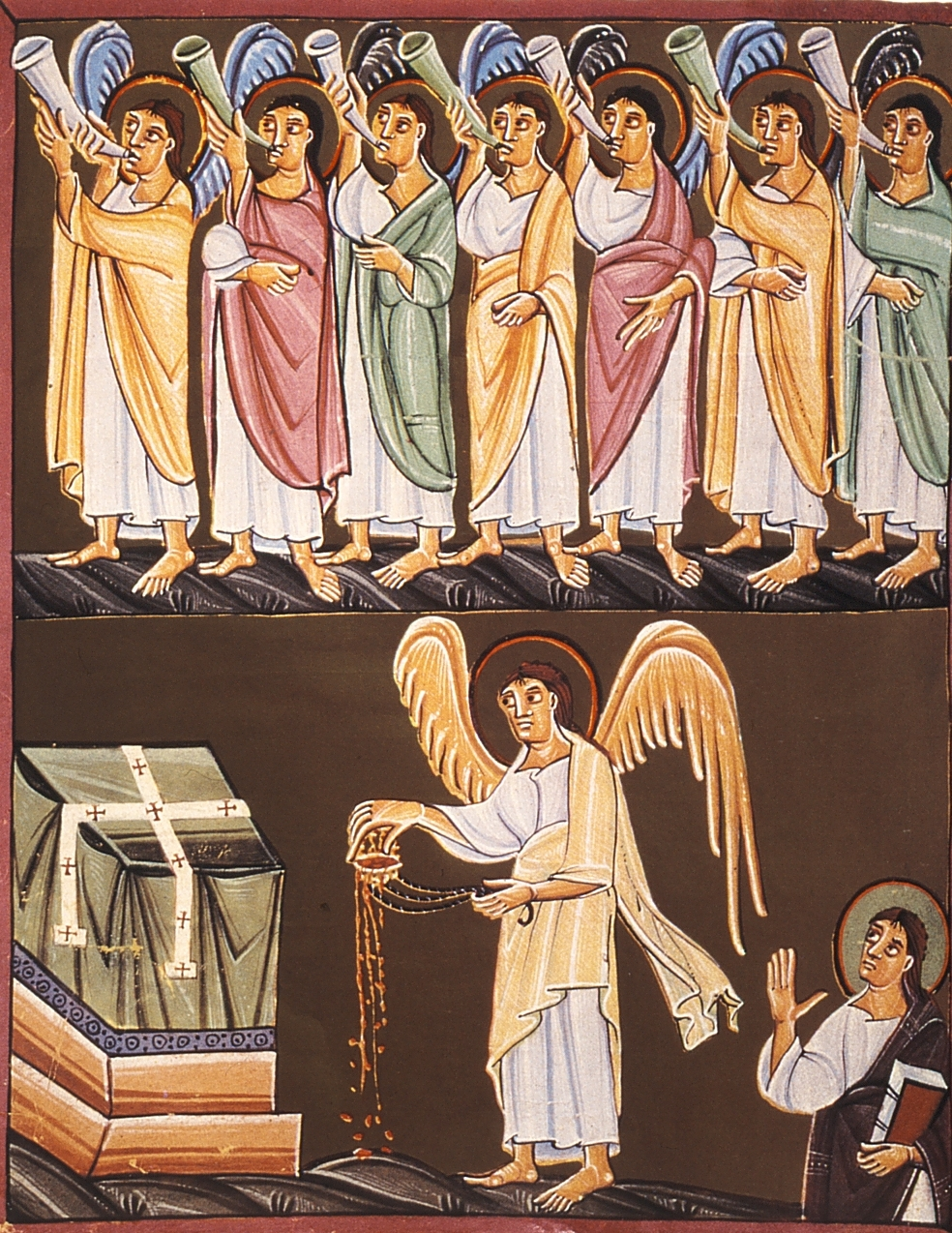
七号角

當頭四枝號筒相繼吹響時，有災殃傾倒在地上，摧毀自然界的三分之一。第五枝號筒響起，一顆墜落的星（代表撒但）開啟了無底坑，釋放監禁在坑裏的一大群蝗蟲去襲擊“那些額上沒有神印記的人”。第六枝號筒宣告解開四位被捆綁的墮落天使，他們組成了二億騎兵，帶來了慘重的死傷，然而人仍不肯為自己所行的惡事悔改。這時有兩位神的見證人警告世人，一隻“從無底坑來的野獸”把他們殺死，世人為此歡欣快樂，但神使兩位見證人復活，又有一場大地震發生。第七位天使吹號時，天上有聲音宣布：基督要作王，直到永遠。

#### 與撒但的戰爭
一隻七頭十角，代號666的大紅龍（撒但），與天使長米迦勒爭戰，龍被摔在地上，並與地上聖民爭戰。世人都拜這龍，並受牠的印記。

#### 最後七碗的災難
有七個金碗交給七位天使，碗內盛滿了神的烈怒。頭六碗倒進地裏、海河中，也倒在日頭、野獸的寶座。敵基督的軍隊聚集到哈米吉多頓。第七碗給倒在空氣之上，世上各國紛紛傾倒。

### 神的最終勝利
神的懲罰臨到富有的「大巴比倫」，也同時被稱為與世界聯合，騎在一隻七頭十角的獸上的「大紅龍」。那獸吞噬了她，但在哈米吉頓戰爭被基督和祂的軍兵擊敗。撒但被捆綁一千年，物質的世界被毀滅。殉道者和沒有與撒旦聯合的人將要和基督一同作王一千年。千年後撒旦被釋放，迷惑地上的人，可是會連同跟從牠的人被扔入火湖（Lake of fire）裏。所有歷代以來不信耶穌的人，都要在主耶穌的白色大寶座（Great white throne）面前受審，凡是名字沒有寫在生命冊（The book of life）上的，都被拋進火湖裏，這火湖就是第二次的死，記載於新約聖經啟示錄第20章，在火湖裡永遠無盡的「悲哀、哭號、痛苦」。

### 新天新地
最後，一個「新天新地」出現，榮耀的「新耶路撒冷」從天而降，如「羔羊的新婦」妝飾整齊、等候丈夫。城裏的碧玉、純金和珍珠代表它的莊嚴華美。耶和華和羔羊是這城的聖殿，又是這城的光。唯有名字寫在生命冊上的人才能進去。城中有生命水的河，從基督的寶座流出。在河的兩邊有生命樹，生產十二樣果子，每月結新果，樹上的葉子醫治萬民。不再有黑夜，因神來做光照。神所救贖的人要永遠做王。

## 與創世記的不同
聖經第一卷創世記記錄上帝對世界的創造，啟示錄啟示了新天新地，作為整部聖經的結束。

### 引用
1. ↑  楊愛程. . 真理報.   [2018年7月1日]. （原始内容存档于2018年7月1日）.
2. ↑  Against Heresies” (V，xxx) “反駁異端”(V，xxx)，伊里奈烏斯
3. ↑  参考The Ante-Nicene Fathers，Vol. I，page 240.《尼西亞會議前的教會元老》（英文），第1册，第240頁。
4. ↑  参考 The Lives of the Caesars (Domitian，XIII，2).